# Georg Steuler
 Georg Steuler (* 12. Februar 1878 in Nauheim bei Mainz; † 26. März 1952 in Höhr-Grenzhausen) ist der Erfinder des weltweit ersten säurefesten Kitt (Kaliwasserglaskitt). Er gründete 1908 Steuler & Co, die heutige Steuler Holding.

## Leben

### Jugend
Georg Steuler begann 1892 im Alter von 14 Jahren eine Berufsausbildung zum Kaufmann bei der „Boeingsche Fabrik feuerfester und säurefester Produkte“ in Nauheim. Dort bemerkte man auch sein großes Talent zum Zeichnen. Die Ausbildung war der Grundstein für sein gutes technisches und kaufmännisches Verständnis. Die Boeingsche Fabrik wechselte 1897 den Produktionsstandort, von Nauheim nach Wirges und Vallendar im Westerwald.

### Werdegang
Nachdem Georg Steuler 1900 die Militärdienstpflicht in Berlin beendet hatte und zurück in den Westerwald gekommen war, kehrte er dem einstigen Familienunternehmen Boeing am 1. April 1901 den Rücken, da es in der Zwischenzeit in eine Aktiengesellschaft umgewandelt worden war.
Im selben Jahr, am 22. Juni 1901, heiratete er Maria Gilling in Vallendar und wechselte zur Stellawerk AG, die feuerfeste Steine produzierte.
Allein durch die Initiative von Georg Steuler konnte das Unternehmen in einem bis dahin nicht erfassten Produktionsgebiet, den säurefesten Materialien, in die Reihe der führenden Firmen aufrücken. Seine Beförderung zum Prokuristen der Stellawerk AG 1905 war eine verdiente Anerkennung.
In den Jahren seiner Tätigkeit bei der Stellawerk AG entwickelte er das säurefeste Kitt und die Konstruktion der Steuler Türme.
Fest überzeugt von seinem Kitt, nahm er Kontakt zu bekannten Wissenschaftlern auf, die ihm bei der Umsetzung seiner Idee die nötige Unterstützung boten. 1908 gründete Georg Steuler dann am Güterbahnhof in Koblenz die Firma Steuler & Co. Sein säurefester Mörtel fand sofort Interessenten und Abnehmer. Mit Hilfe von zugekauften Steinen und Monteuren konnte er die ersten chemischen Anlagen im In- und Ausland auskleiden.
Um sich unabhängig von seinen Lieferanten zu machen, entschied er sich zwei Jahre später, in Höhr-Grenzhausen eine eigene Produktion feuerfester und säurefester Steine aufzubauen. Georg Steuler revolutionierte mit seinem säurefesten Mörtel und den nach ihm benannten Kondensationstürmen den Säurebau. Nicht zuletzt dadurch wurde der Bau großvolumiger Behälter und Apparate für die chemische Industrie erst möglich.